# Кристиансен, Андерс (норвежский футболист)
Андерс Кристиансен (норв. Anders Kristiansen; род. 17 марта 1990, Roaldsøy, Ругаланн) — норвежский футболист, вратарь «Сарпсборг 08», выступающий на правах аренды за шведский «Гётеборг».

## Клубная карьера
Является воспитанником академии «Викинга». В 2008 году на правах аренды перешёл в «Брюне». Дебютировал за клуб 7 июня в матче против «Одда». По окончании сезона перешёл в команду на постоянной основе. В ноябре 2013 года продлил контракт с клубом ещё на два года.
2 ноября 2015 года перешёл в «Сарпсборг», с которым подписал контракт, рассчитанный на три года. 17 апреля 2016 года дебютировал в его составе в чемпионате Норвегии в домашней игре со «Стабеком». В 2017 году вместе с клубом дошёл до финала кубка страны. В решающем матче с «Лиллестрёмом» Кристиансен вышел в стартовом составе, но «Сарпсборг» уступил сопернику со счётом 2:3.
17 июня 2018 года стал игроком бельгийского «Юниона», подписав с клубом четырёхлетнее соглашение. В его составе три сезона выступал в Челленджер Про Лиге.
В январе 2021 года Кристиансен вернулся в «Сарпсборг 08», подписав трехлетний контракт. В июле 2023 года продлил соглашение с клубом ещё на два года. В марте 2024 года на правах аренды перешёл до конца сезона в шведский «Гётеборг».

## Карьера в сборной
Выступал за юношеские сборные Норвегии различных возрастов. 10 августа 2011 года сыграл единственный матч за молодёжную сборную в товарищеской встрече с Шотландией, появившись на поле после перерыва.

## Достижения
Сарпсборг 08
- Финалист кубка Норвегии: 2017